# 埃什布吕讷
埃什布吕讷（法語：Échebrune，法語發音：[eʃ(ə)bʁyn]）是法国滨海夏朗德省的一个市镇，位于该省东部偏南，属于桑特区。

## 地理
埃什布吕讷（45°35'37"N, 0°27'55"W）面积17.08 平方千米，位于法国新阿基坦大区滨海夏朗德省，该省份为法国西部滨海省份，北起旺代省，西临大西洋，南至吉倫特省，东南接多爾多涅省，东北接德塞夫勒省接壤，东临夏朗德省。
与埃什布吕讷接壤的市镇（或旧市镇、城区）包括：比龙、布尼欧、沙德纳克、库隆日、雅纳克香槟、隆扎克、佩里尼亚克。

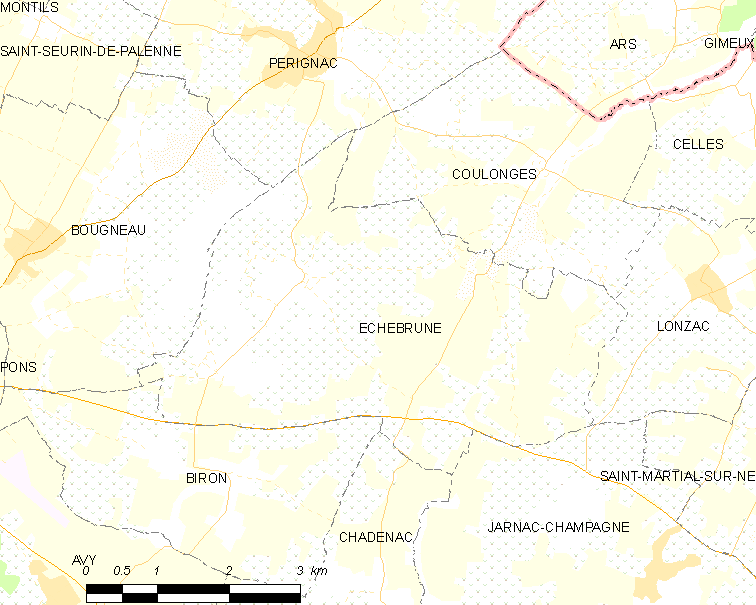
埃什布吕讷的OSM定位图

埃什布吕讷的时区为UTC+01:00、UTC+02:00（夏令时）。

## 行政
埃什布吕讷的邮政编码为17800，INSEE市镇编码为17145。

## 政治
埃什布吕讷所属的省级选区为蓬镇县。

## 人口

1962-2008年间埃什布吕讷人口变化图示

埃什布吕讷于2022年1月1日时的人口数量为482人。